# Anticipazione (filosofia)
Con il termine anticipazione, in lingua greca prolessi (πρόληψις, prolepsis, dal verbo προλαμβάνω, prolambàno, che significa «anticipare», «prendere prima»; in latino anticipatio o  praesumptio), nella filosofia stoica si indicano quei concetti universali di genere e specie (in greco ennoiai, in latino communes notitiae rerum), che si formano naturalmente e spontaneamente, con i quali i dati singoli empirici vengono anticipati, formulati, prima ancora di farne un'esperienza diretta. Ad esempio con il concetto generico di "torre" identifico subito quella singola costruzione che avrà particolari caratteristiche (piccola, grande, tonda, quadrata ecc.) di cui dovrò fare esperienza diretta.
Per gli epicurei, l'anticipazione si origina dalle particolari esperienze sensibili fatte in passato e di cui conserviamo nella memoria il ricordo che applichiamo ai dati empirici in atto. 
Epicuro avverte che la sensazione che ricaviamo con la prolessi di per sé è sempre vera (ad esempio un ramo che immerso nell'acqua appare spezzato) l'errore dipende dal giudizio che noi le attribuiamo. 
In Cicerone le anticipazioni  sono presentate come idee innate vere e proprie, avulse cioè nel loro essere e farsi, da ogni precedente esperienza e per questo comuni a tutti gli uomini e di valore assoluto.
Per anticipazione, Francesco Bacone intende le opinioni soggettive che affrettatamente ci formiamo, le anticipationes naturae, alterando così  l'oggettività rigorosa di giudizio, la interpretatio naturae, dei fenomeni naturali.
Nella Logica trascendentale Kant descrive le «anticipazioni della percezione». In tutti i fenomeni, il reale, che è un oggetto della sensazione, ha più o meno una quantità intensiva, ossia un grado di manifestazione col quale si presenta a chi lo percepisce.
Mentre la sensazione non può essere anticipata ma occorre farne un'esperienza a posteriori, il grado d'intensità della percezione stessa può essere identificato a priori, anticipandola. Di un oggetto sappiamo, senza farne un'esperienza specifica, a priori, che occuperà uno spazio ("la continuità") e che si presenterà con una caratteristica più o meno accentuata.